# Sydney Possuelo
Sydney Possuelo   (Santos Dumont, 19 d'abril de 1940) és un indigenista, activista social i etnògraf brasiler, considerat la major autoritat relacionada amb els pobles indígenes aïllats del Brasil.

## Biografia
Nascut en una família de classe mitja d'ascendència espanyola, Possuelo va començar la seva carrera ajudant els famosos germans Villas-Bôas amb el seu treball entre els pobles indígenes de la regió del Riu Xingu. Ell va ser qui, en la dècada de 1980, va donar la volta a la forma d'afrontar l'apropament als pobles indígenes brasilers. Fins llavors, tota la política de la Fundação Nacional do Índio (Fundació Nacional de l'Indi, FUNAI) es basava en el contacte, seguint les ensenyances del mariscal Cândido Rondon i dels Villas-Bôas.

Logotip de la Funai.

Més tard, Possuelo seria el fundador de la Coordenação Geral de Indios Isolados e Recém Contatados (Coordinació General d'Indis Aïllats i Contactats Recentment, CGIIRC), el departament de la FUNAI que és responsable de protegir les últimes tribus aïllades detectades.
Va ser president de la FUNAI entre 1991 i 1993. En aquests dos anys, es va duplicar l'àrea demarcada com a terra indígena al Brasil i es va crear la primera reserva indígena, la dels Ianomami.
Treballant en les àrees més aïllades de la selva amazònica, com per exemple a la vall del riu Javari, prop de la frontera nord-est del Perú, Possuelo va liderar moltes expedicions i va entrar en contacte amb tribus aïllades amb l'objectiu de protegir-les. Ell va ser un dels màxims responsables del restabliment del contacte pacífic amb els indis Korubo, que ja havien matat alguns operaris de la FUNAI.
En novembre de 2005, va organitzar la primera reunió internacional d'especialistes sobre la protecció dels pobles indígenes aïllats. Un parell de mesos després, el 24 de gener de 2006, va ser despatxat pel director de la Funai, Mércio Pereira Gomes. Pereira Gomes havia suggerit que el govern brasiler demarcava massa terres pels indígenes i Possuelo va comparar-lo amb latifundistes, grileiros (empresaris que falsifiquen documents per apropiar-se indegudament de terres), garimpeiros (miners il·legals) i la indústria fustera.
Possuelo continua el seu treball en defensa de les tribus aïllades com a director de la ONG Instituto Brasileiro Indigenista.

## Reconeixements
Pels seus esforços, Possuelo ha rebut diversos guardons, incloent el premi Bartolomé de las Casas de 1998 o la Medalla d'Or dels Patrons de la Royal Geographical Society de 2004. La Time Magazine Kids el va escollir Heroi del Planeta de 2001, el mateix any en què les Nacions Unides el va incloure en una llista de reconeguts activistes.
Ell és el protagonista del llibre The Unconquered: In Search of the Amazon's Last Uncontacted Tribes (publicat en portuguès amb el títol Além da Conquista), del periodista Scott Wallace, col·laborador de la revista National Geographic. El llibre és un relat de l'expedició de 76 dies, realitzada el 2002 sota el lideratge del sertanista brasiler, amb la finalitat de mapar els llocs per on els flecheiros transitaven, dintre de les terres demarcades de la vall del Javari (extrem oest de l'estat de l'Amazones), per poder protegir-los a ells i als seus territoris. El poble rep aquest nom per llençar fletxes enverinades contra els seus enemics.